# KIA CEED
KIA CEED（韓語：씨드；2018年之前的兩代稱為 Cee'd）車款，由韓國汽車製造商起亞汽車設計生產，自2006年推出以來，市場設定專門供給歐洲市場戰略的緊湊型轎車。CEED 於2006年9月28日在巴黎車展上首次發表亮相。2007年中又推出名為Cee'd SW的旅行車版本，隨後於2008年初推出三門款 Pro_Cee'd。第二代Cee'd於2012年的日內瓦車展上發表登場。到了2018年日內瓦車展上，起亞展示了第三代，並且將名稱從 Cee'd 改為 CEED。2019年9月推出XCEED車款，是以第三代CEED所延伸設計的跨界CUV。
CEED完全是起亞汽車完全自創的詞彙，字源是源自於起亞首款完全在歐洲設計、並為歐洲客戶量身定制的汽車。為了呈現這樣的理念精神，起亞汽車引用歐洲經濟共同體（European Economic Community, EEC）的字彙靈感，並再賦予歐洲設計（European Design）的 ED。當這兩個縮寫字湊再一起就變成CEEED：有太多字母E的單字，於是市場策略定位單位給了一個撇號變成Cee'd，其實精神就是這輛車是「歐洲共同體，歐洲設計」，該車是起亞汽車斯洛伐克的日利納裝配廠生產。
起亞CEED在歐陸小型家庭房車銷量穩定暢旺，尤其以7年不限里程的保固，讓這輛車在許多競爭車款當中，成為非常重要的競爭力，同時也讓起亞CEED得到很好的市場口碑。

## 安全等級
Euro NCAP根據2019年式的1.4L汽油車款，進行車輛撞擊測試之後，因為這輛車標準配備六顆安全氣囊，因此在成人乘客的方面得到四顆星的評價，整車的安全評分如下：
- 成人乘客：88%
- 幼童乘客：85%
- 車外行人：52%
- 安全配備：68%

## 第一代 (ED; 2006)
第一代的 Cee'd 由奧迪前任設計師Miklós Kovács領軍，整車在法蘭克福進行設計，車輛採用現代起亞J4平台為基礎，與現代汽車的 i30是相同的平台，第一代有五種動力配置，分別是汽油引擎3種、柴油引擎2種，各有手排和自動排檔的變速箱，可供消費者做選擇。
第一代 Cee'd 的產量約為 646,300 輛。

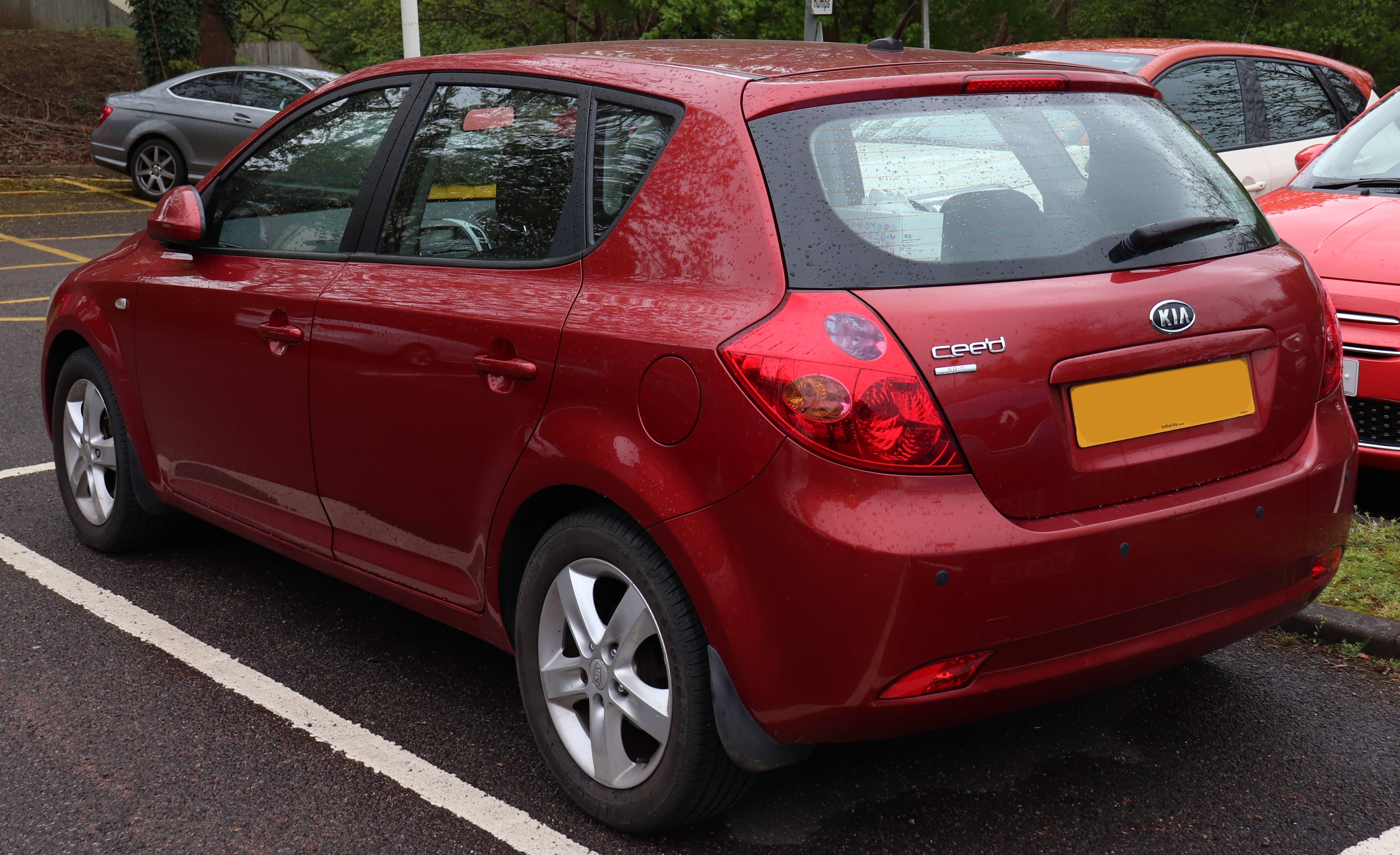
第一代 Cee'd運五門掀背車款的外觀
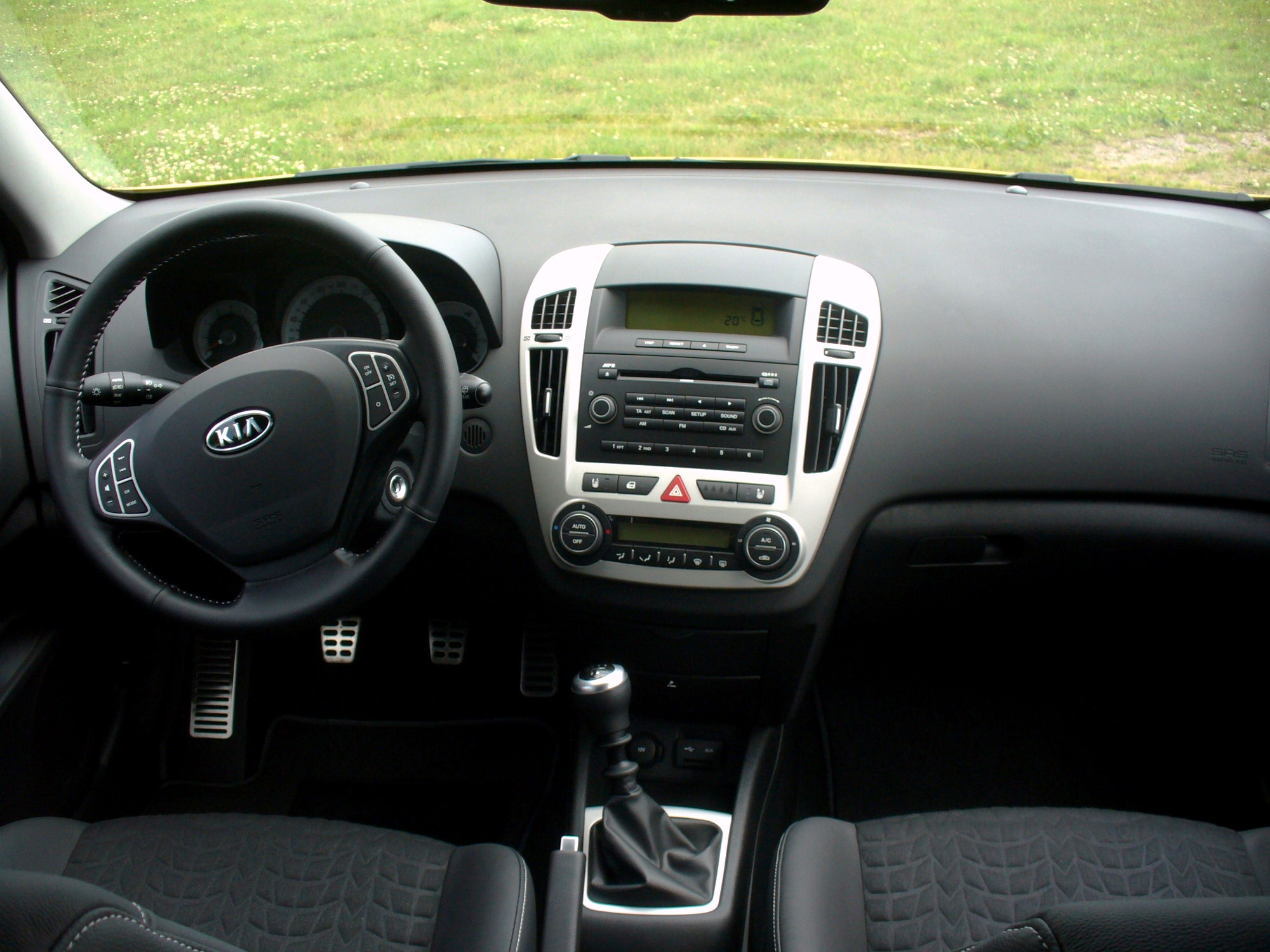
第一代 Cee'd的內裝（手排版本）

### 三門版本
Cee'd 推出的運動化版本稱為 Pro Cee'd，改採三門設計，因應運動化的設定，懸吊相對於五門掀背的版本，車身的高度降低5釐米，企圖營造出更為動感的設計風格。

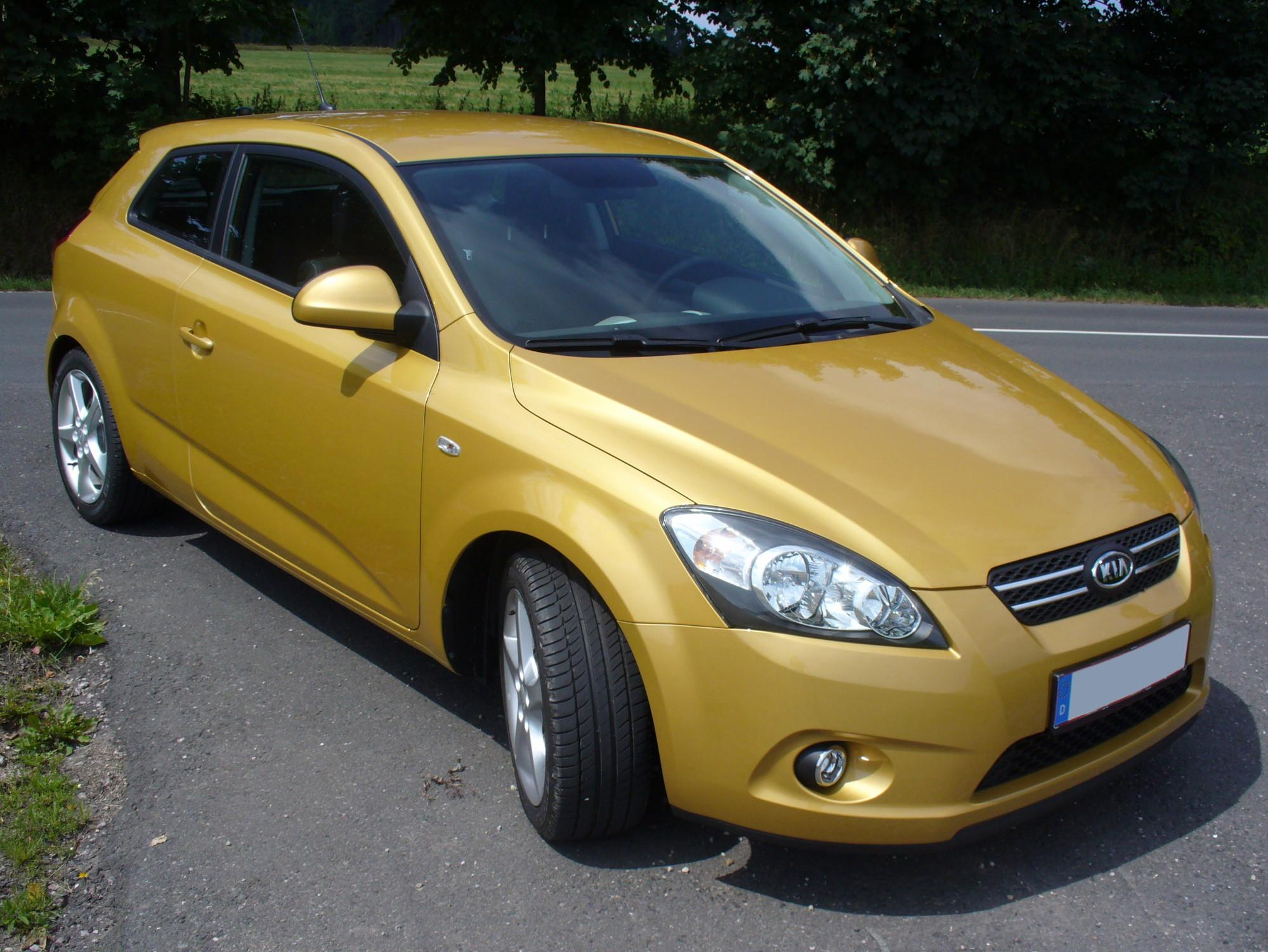
第一代 Cee'd運動版三門車款的車頭外觀
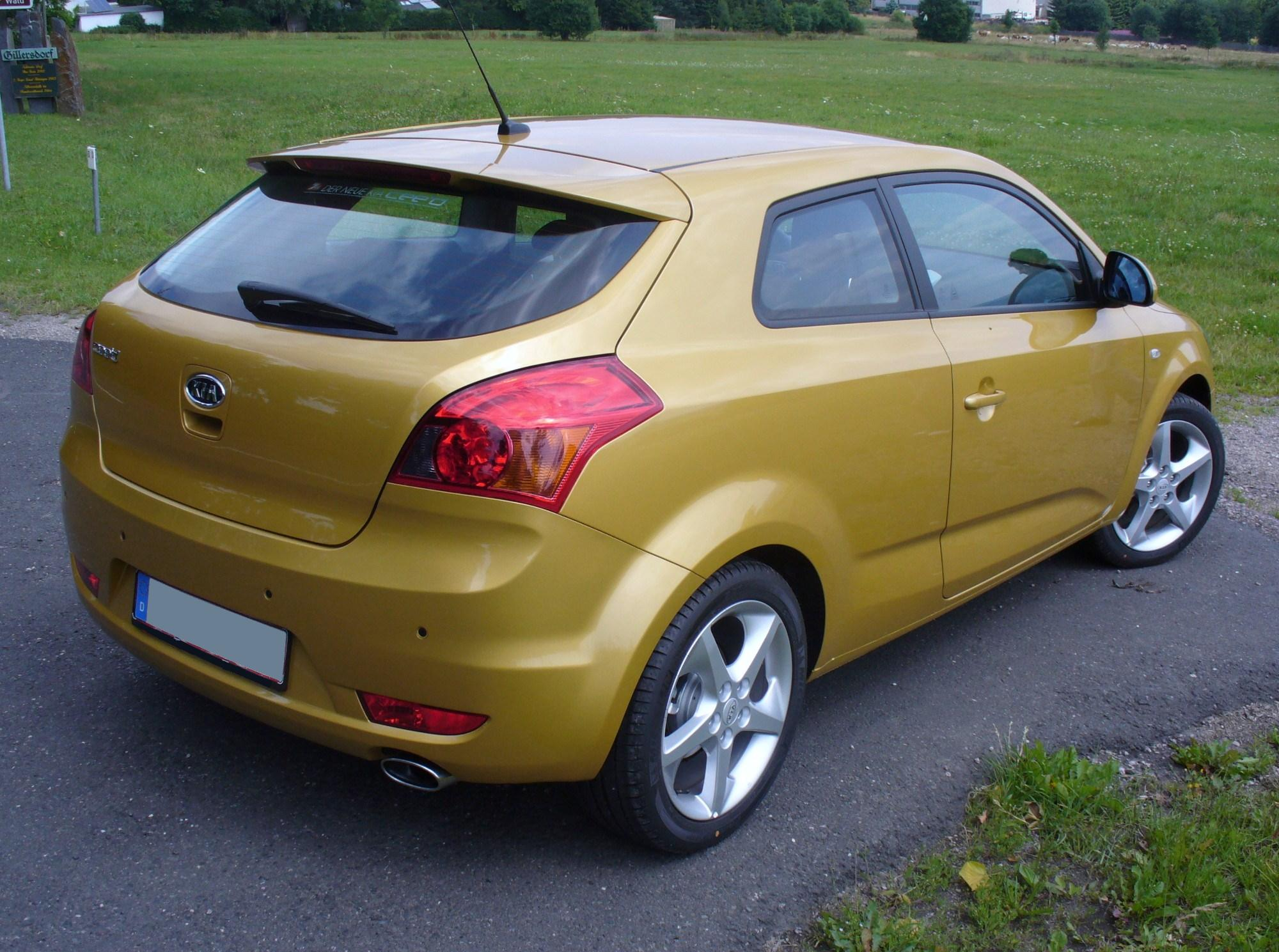
第一代 Cee'd運動版三門車款的車尾外觀

### 運動旅行車版本
因應歐陸消費者對於旅行車款的喜好，因此也推出旅行車版本的Cee'd Sportswagon，同時也是唯一搭載2.0 L CRDi I4柴油引擎設定，後車廂的空間為534升、後排座椅放倒之後，車內空間可以達到1664升的容量。

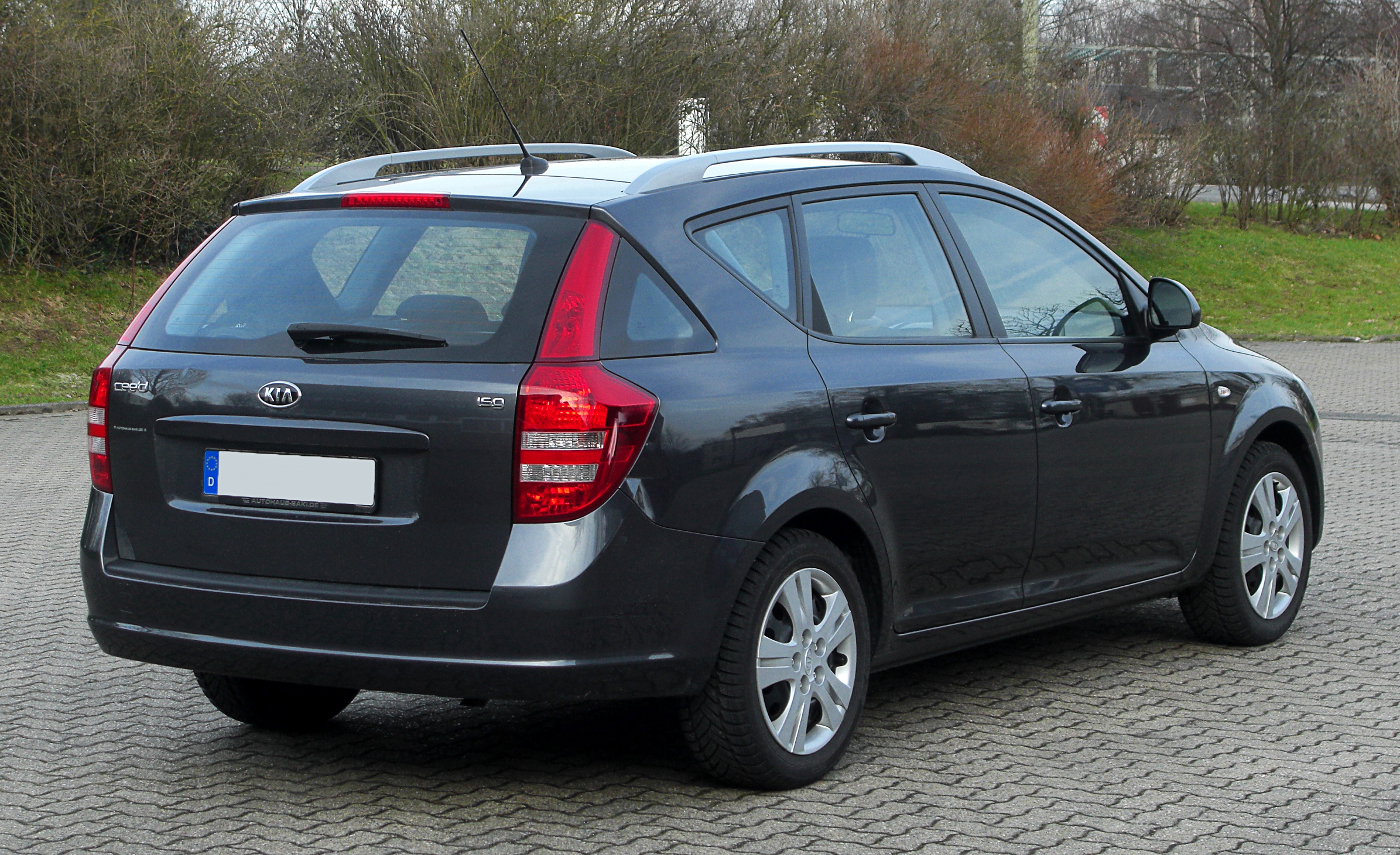
第一代的Cee'd Sportswagon

### 小改款
2009年 Cee'd 推出小改款車型如下：

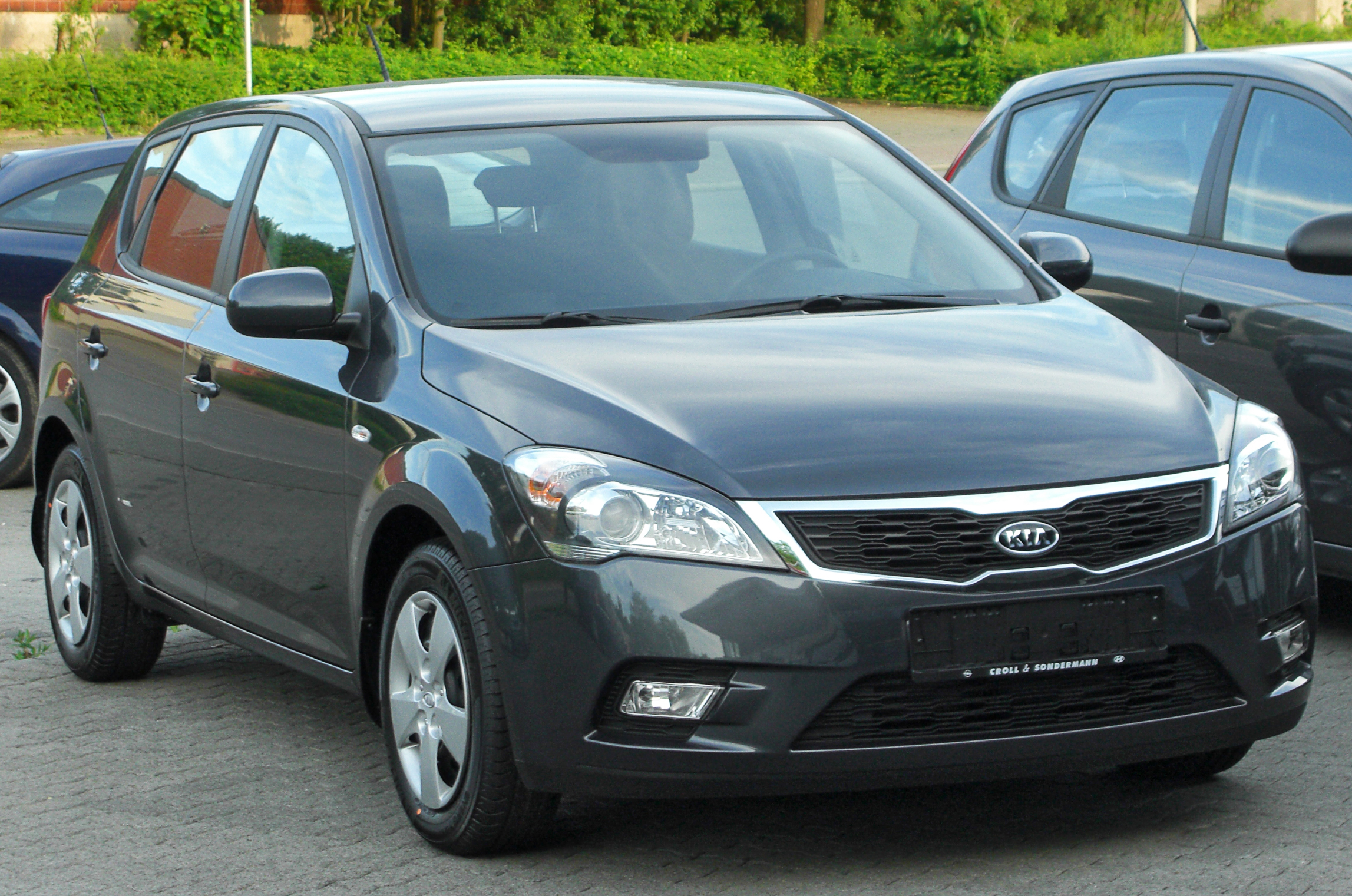
第一代小改款的Cee'd 車頭造型
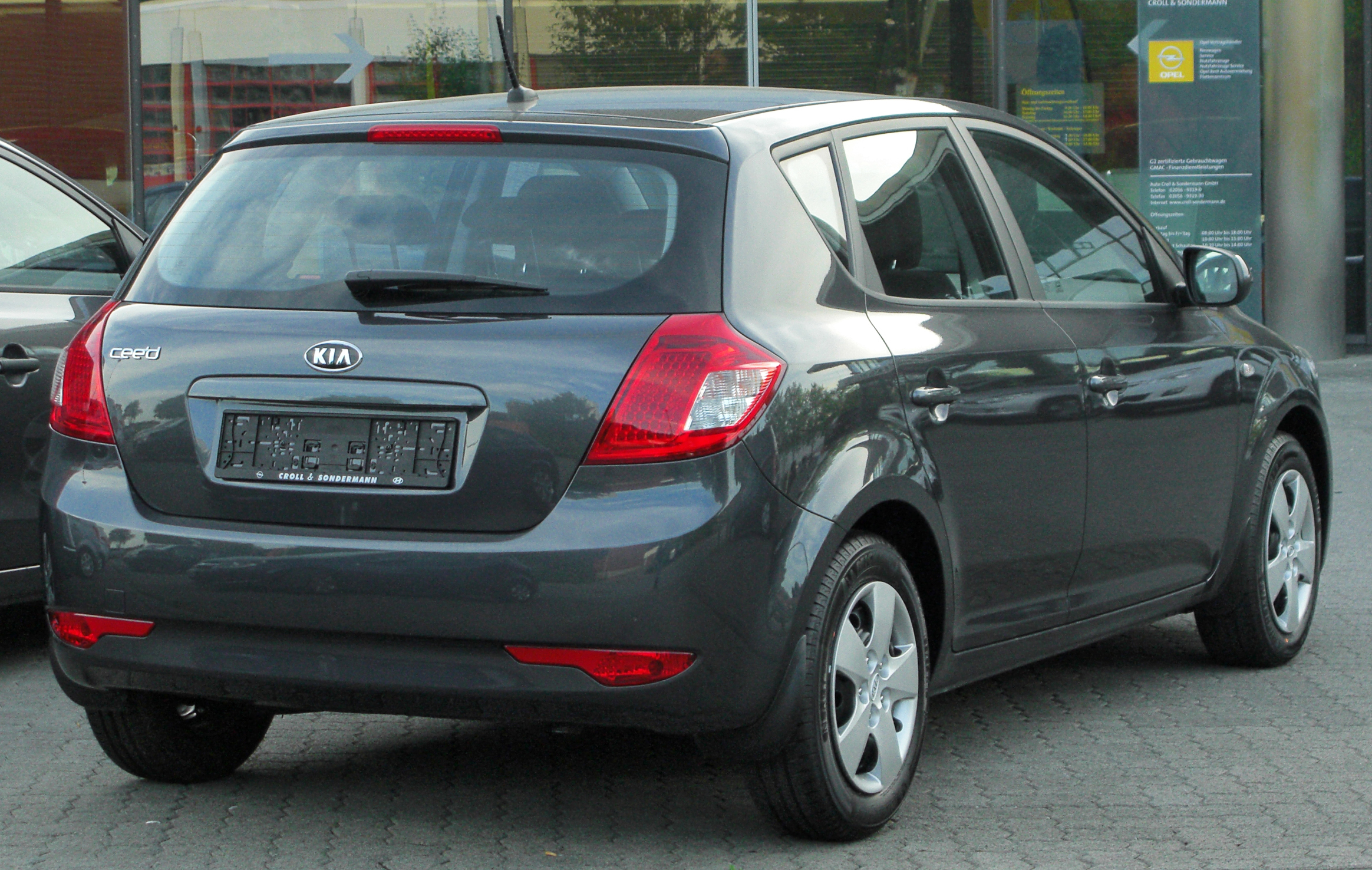
第一代小改款的Cee'd 車尾造型
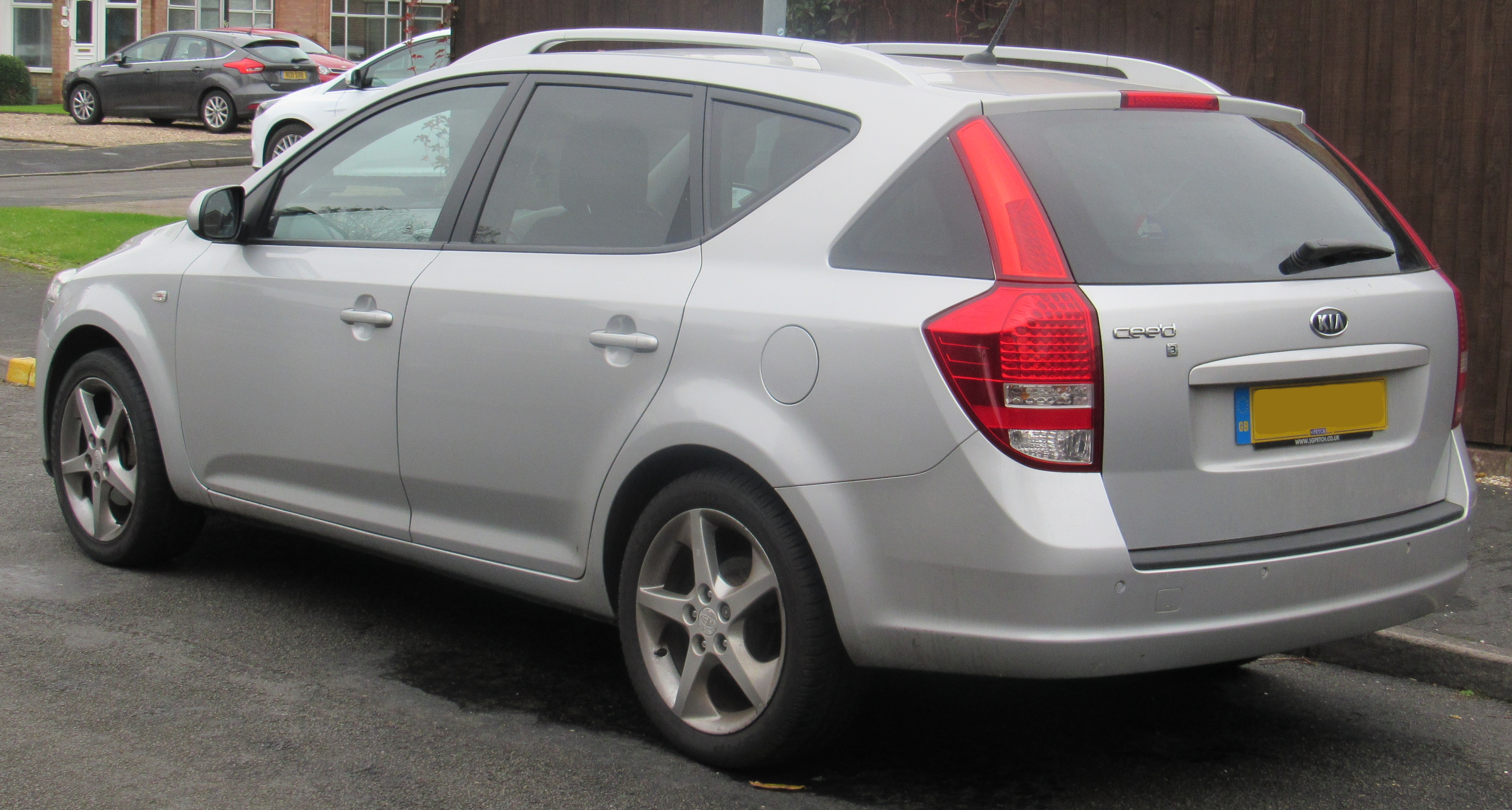
第一代小改款的Cee'd Sportswagon 車尾造型

## 第二代 (JD; 2012)
現代總裁鄭義宣重金延攬前奧迪福斯汽車集團的設計師：Peter Schreyer加盟起亞，第二代 Cee'd 在新設計師的操刀之下，於2012年日內瓦車展發表、廠內代號為JD，因著第一代成功搶灘歐陸市場，隨之而來的第二代起亞 Cee'd 稍微抬高車輛售價，不過仍舊不影響這款車的銷售量，因為汽車設計師的名號，在歐陸也有了平價奧迪房車的暱稱。第二代 Cee'd 的銷售產量不俗，下線數量也來到647,700輛。

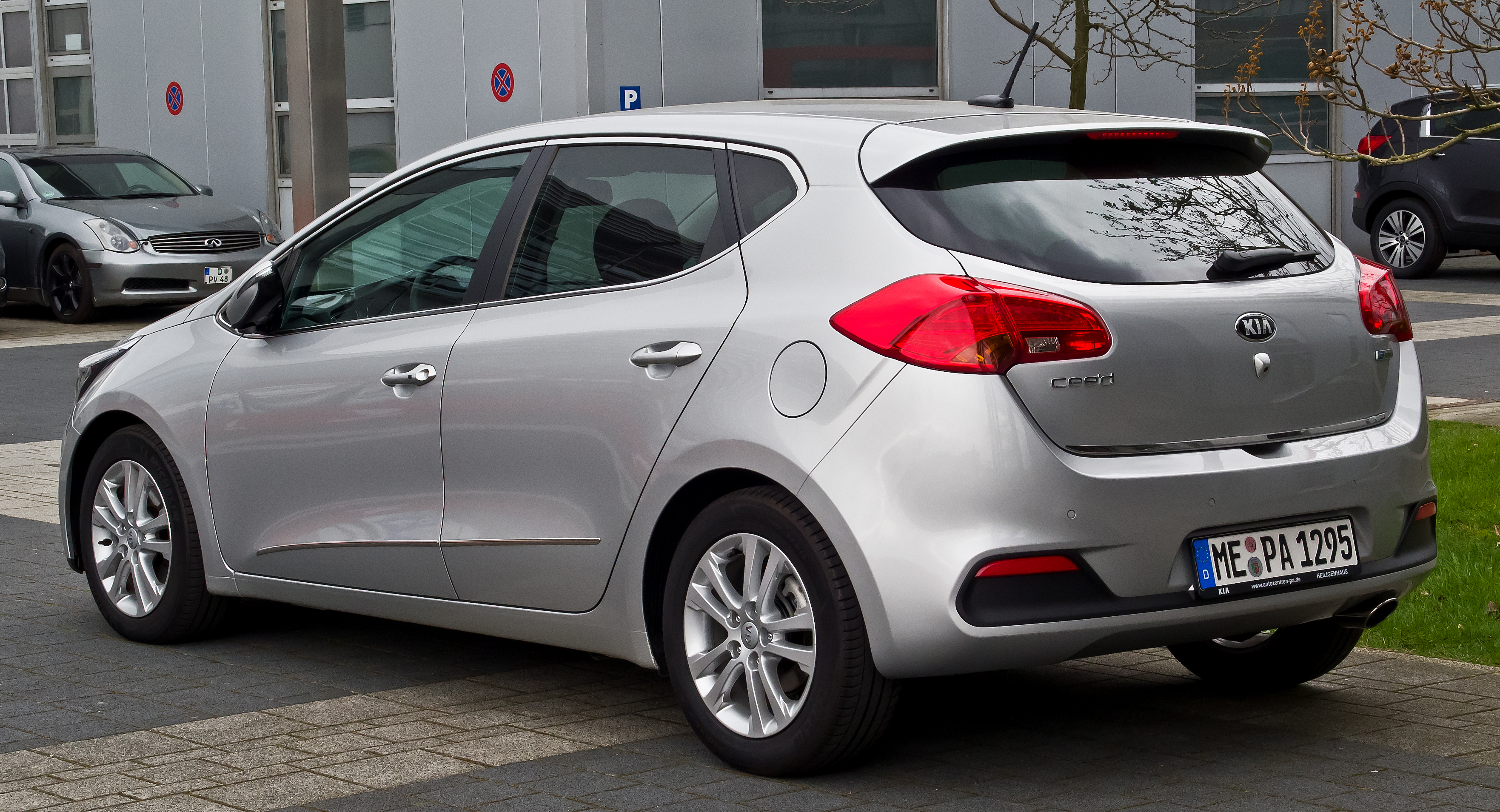
第二代 Cee'd 造型
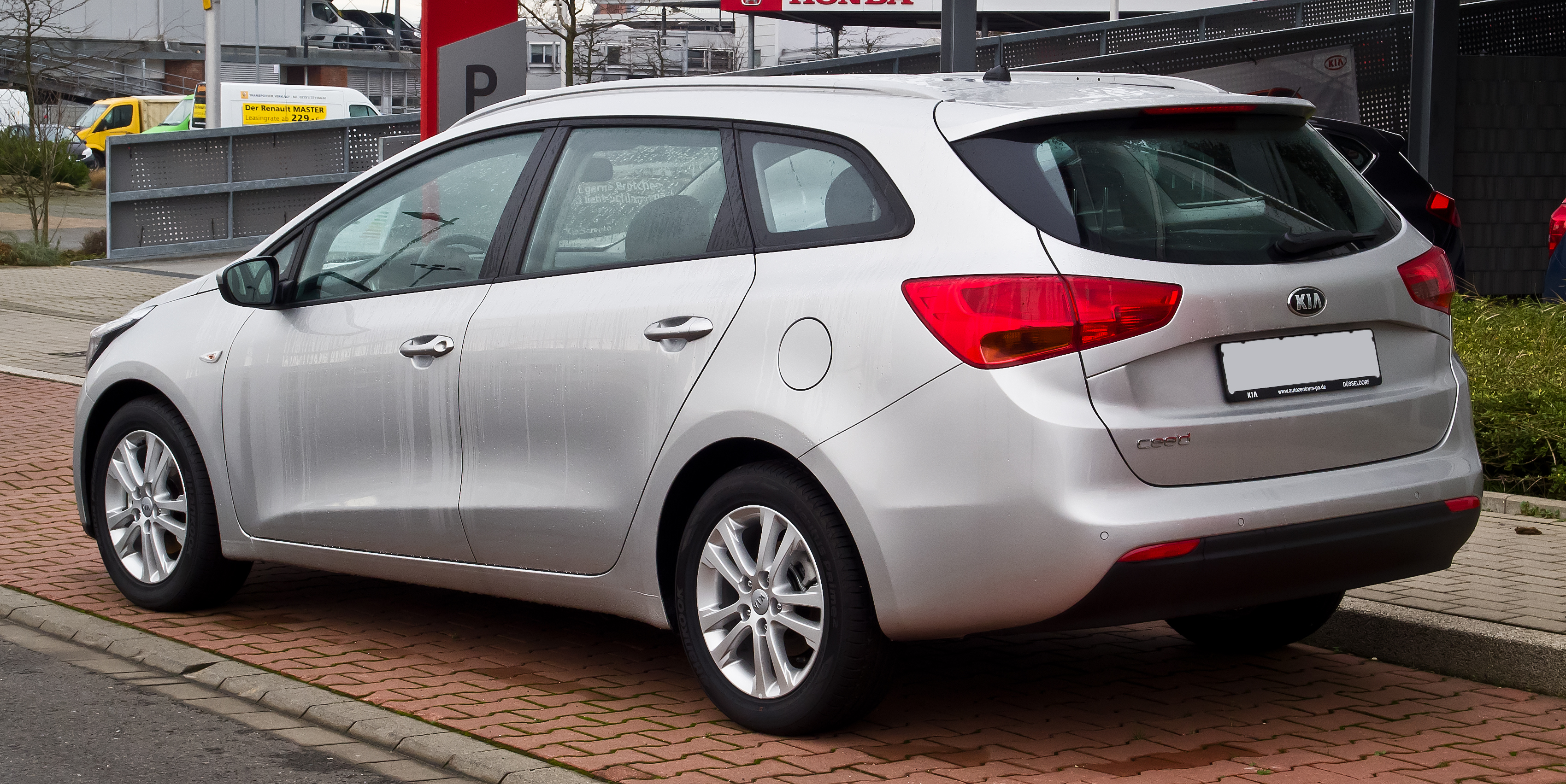
第二代 Cee'd Sportswagon 造型
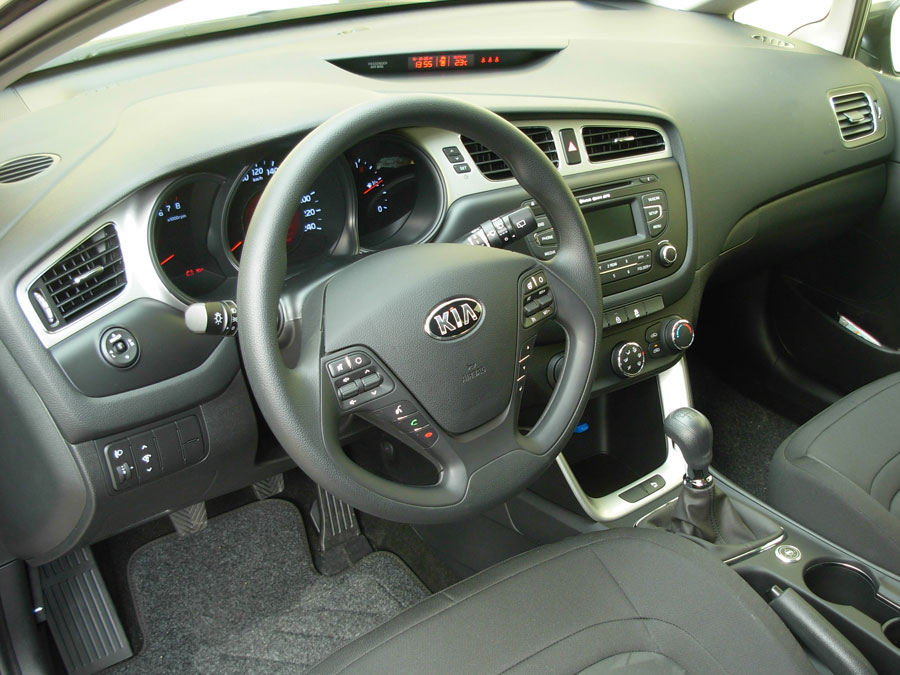
第二代　Cee'd 車內舖陳造型

### 第二代衍生性能三門版本 Pro Cee'd GT
起亞於2013年7月發布了Pro_Cee'd GT，這款車搭載T-GDi Gamma渦輪引擎，動力調教之後扭力輸出來到27.0公斤-米，0-60英里僅需7.4秒的表現，外觀也將輪圈從17吋升級到18吋，讓運動性能的視覺強度更為增色。

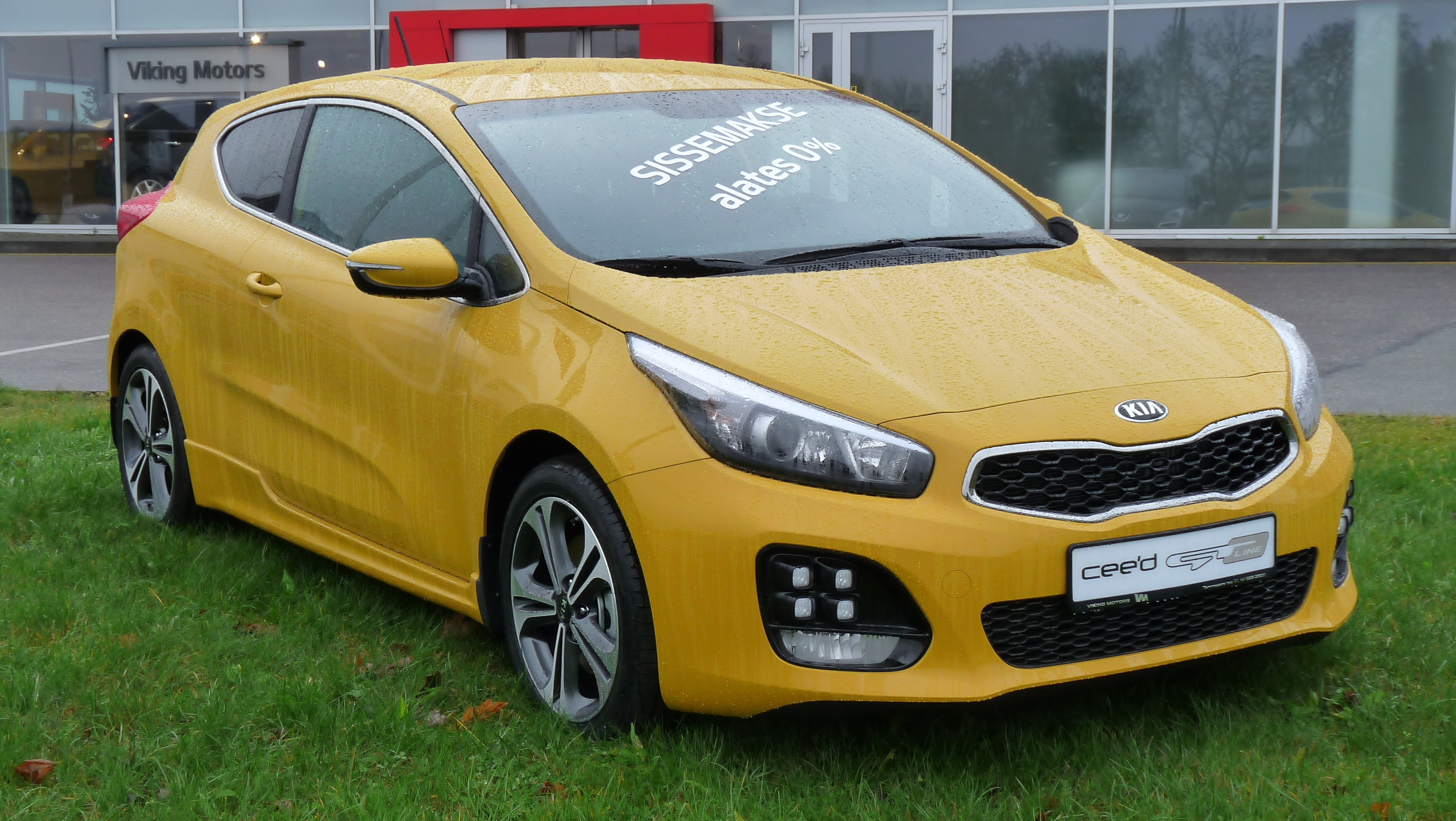
第二代新推出的 Pro Cee'd GT 造型
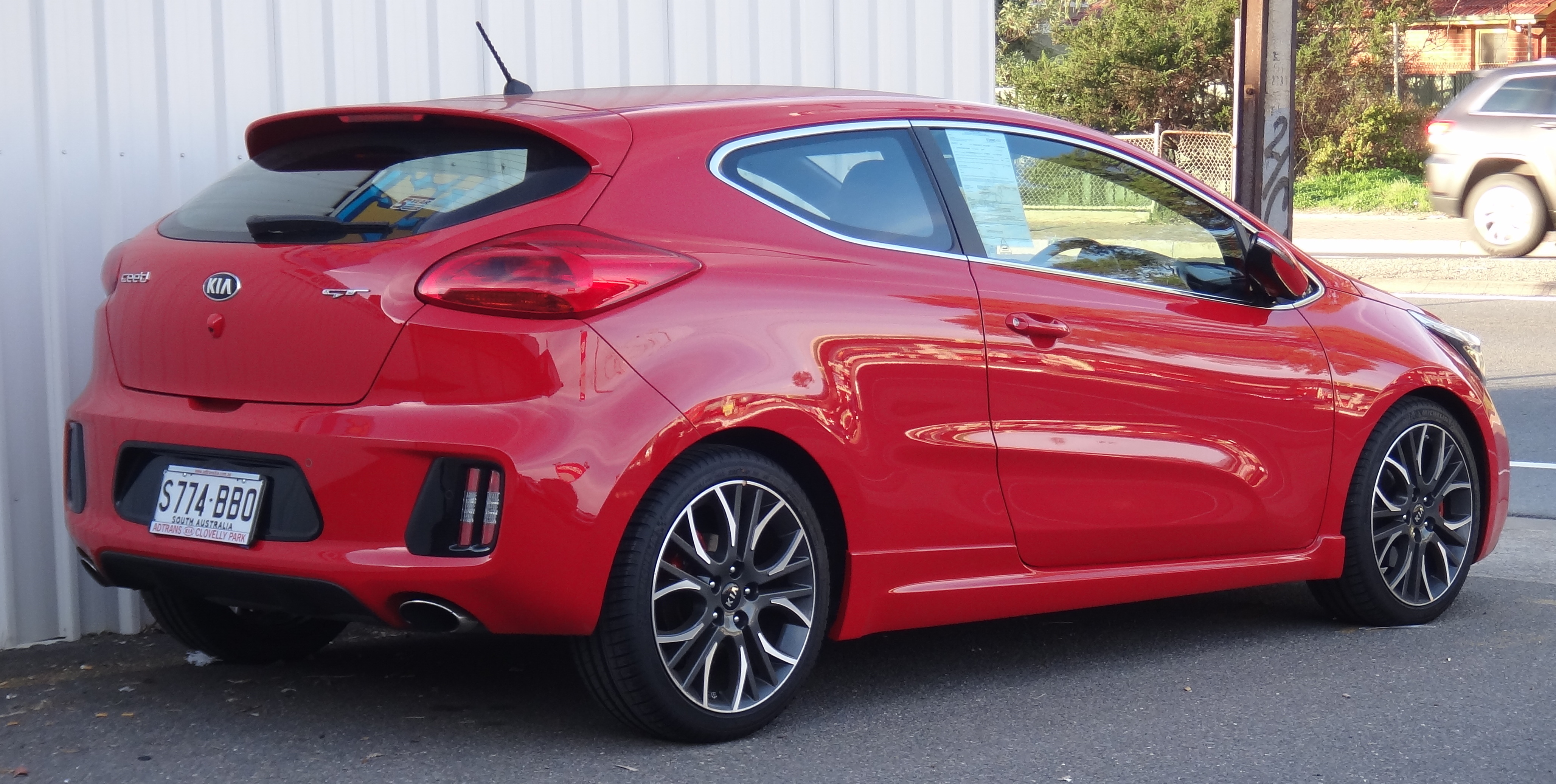
第二代新推出的 Pro Cee'd GT 造型

### 第二代小改款
2016年起亞 Cee'd 帶來小改款，車體內外造型如下：

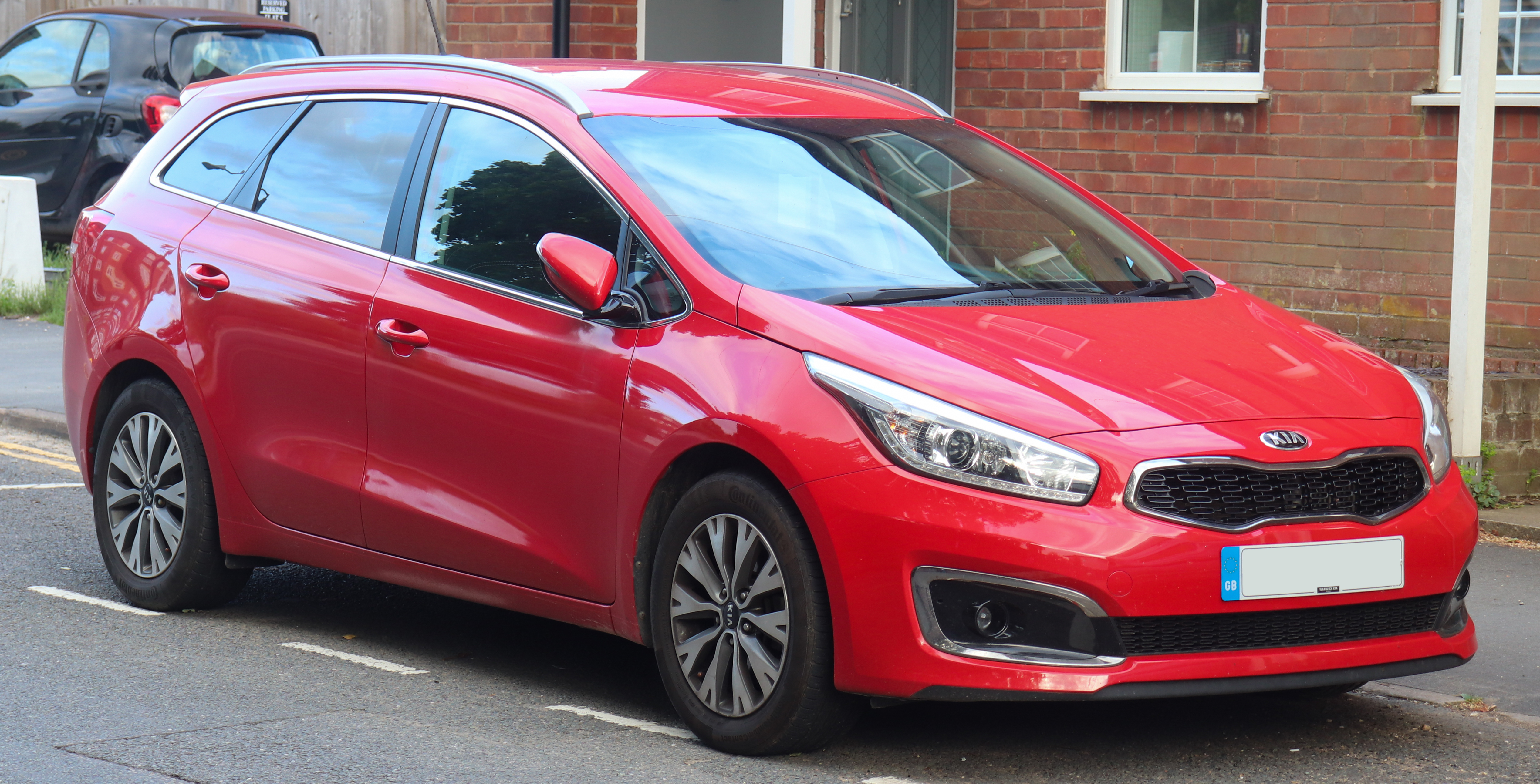
第二代小改款 Cee'd 造型
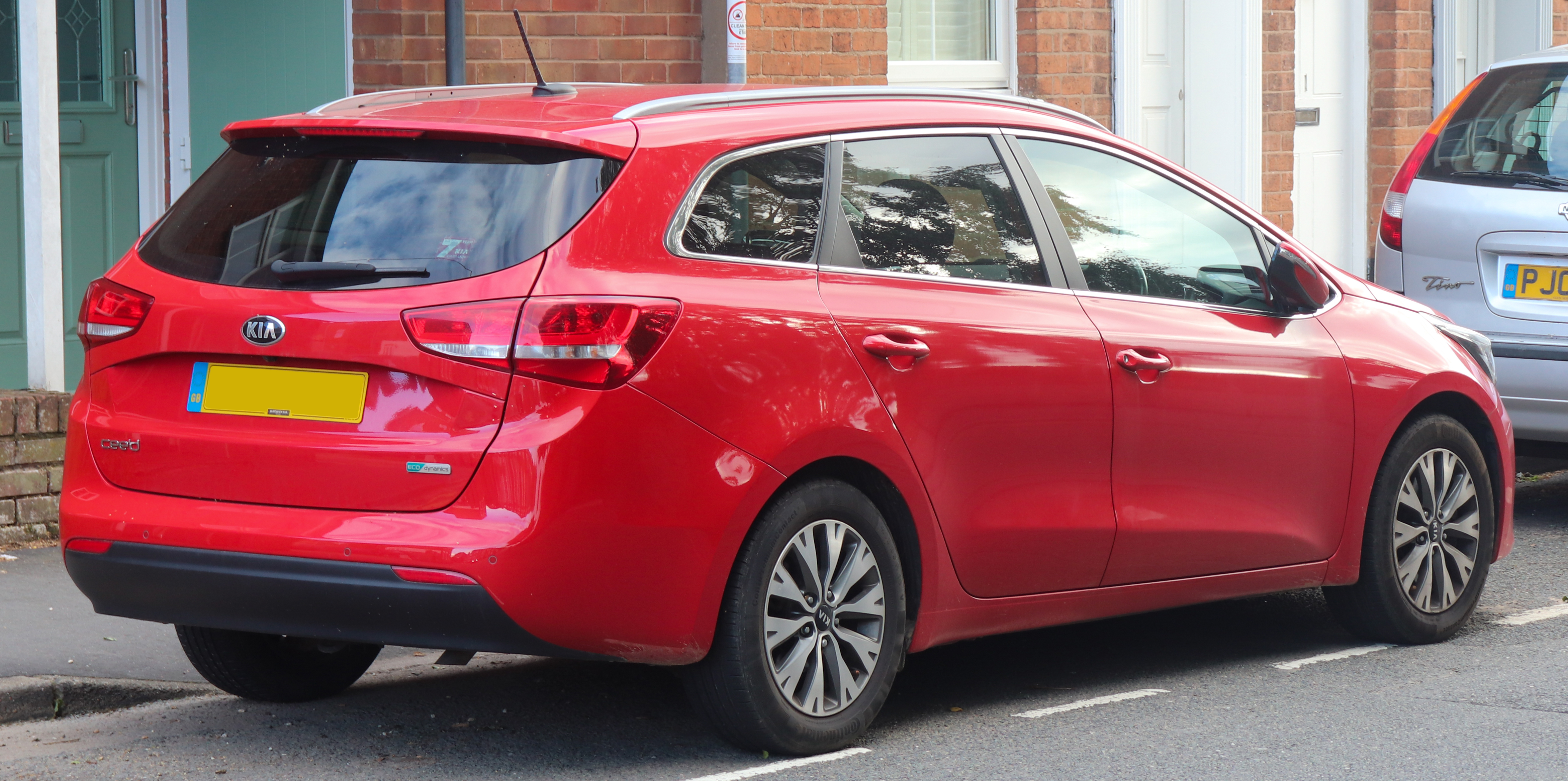
第二代小改款 Cee'd Sportswagon 造型
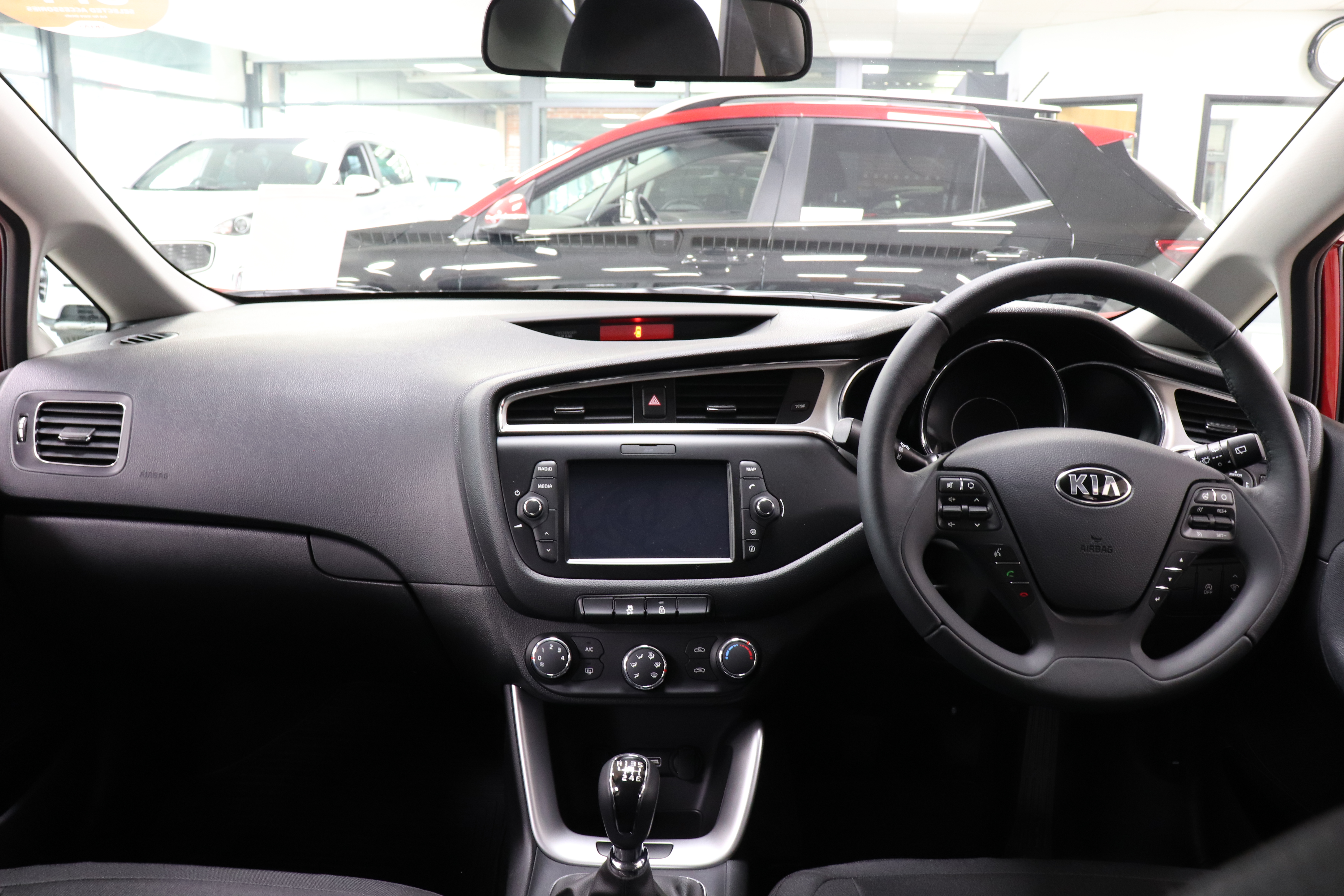
第二代小改款 Cee'd 車內舖陳造型

## 第三代  (CD; 2018)
第三代名稱從 Cee'd 更名為 CEED，起亞汽車於2018年日內瓦車展發表上市，隨著前兩代能在歐洲市場站穩腳步，第三代起亞汽車給予更大的野心：除了原生五門掀背和運動旅行車以外，開發出更多種的車款，如延續上一代的：PRO CEED、CEED GT，還有跨界CUV的XCEED，另外因應歐洲WLTP的節能減碳政策規範，第三代也有 CEED Sportswagon MHEV 48V 油電車款可供買家選擇 。

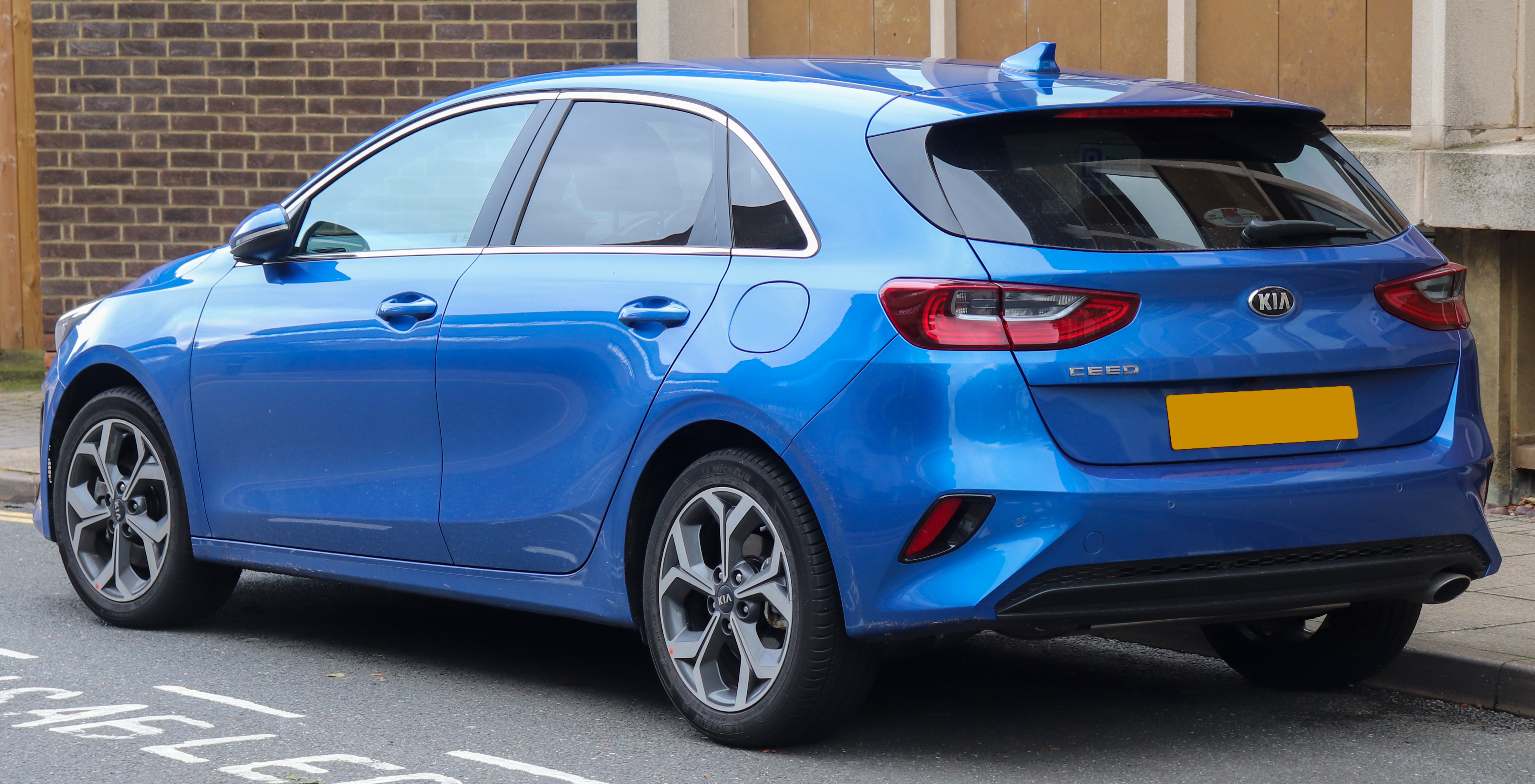
第三代 CEED 造型
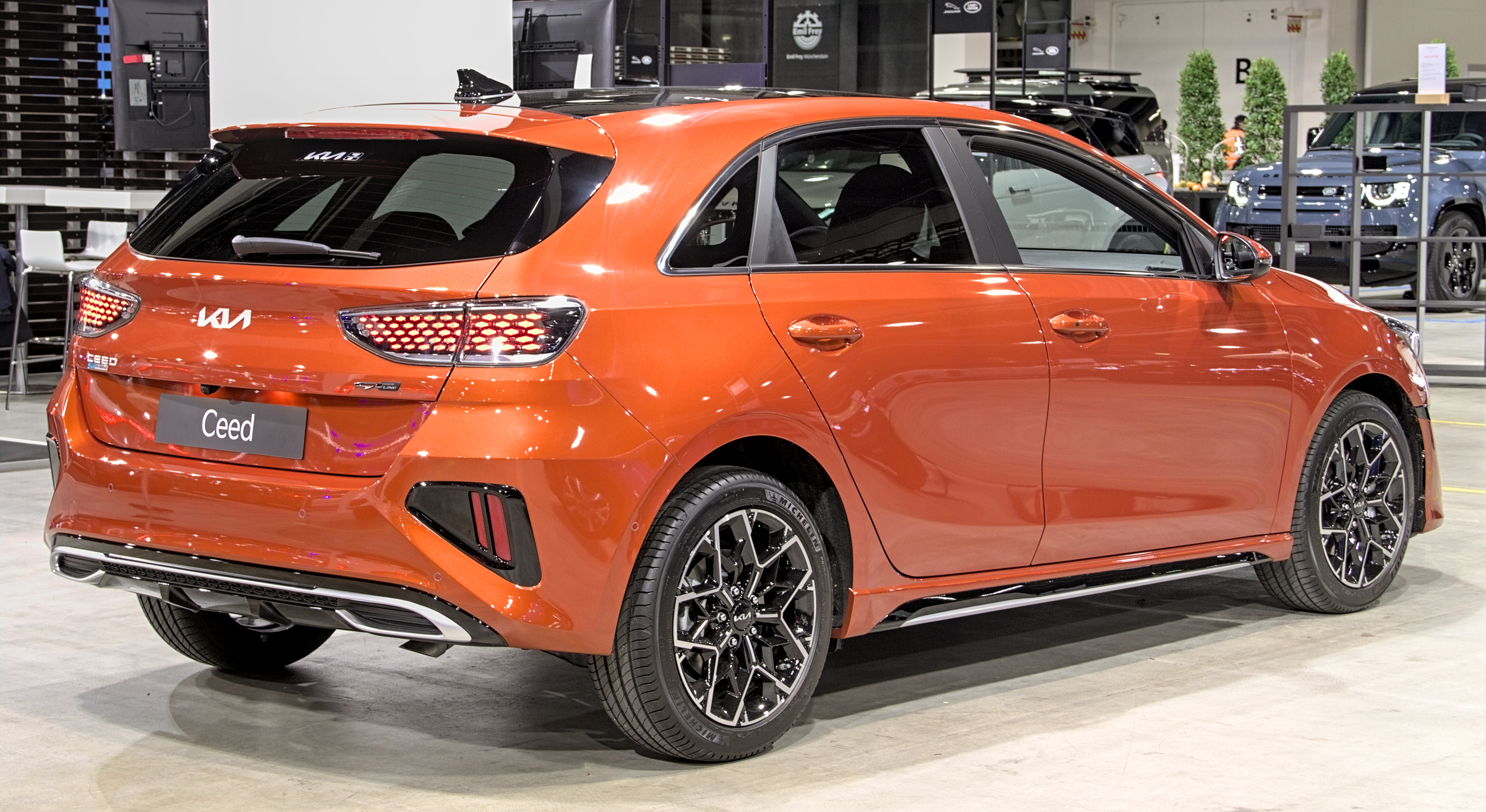
第三代 CEED 車尾造型
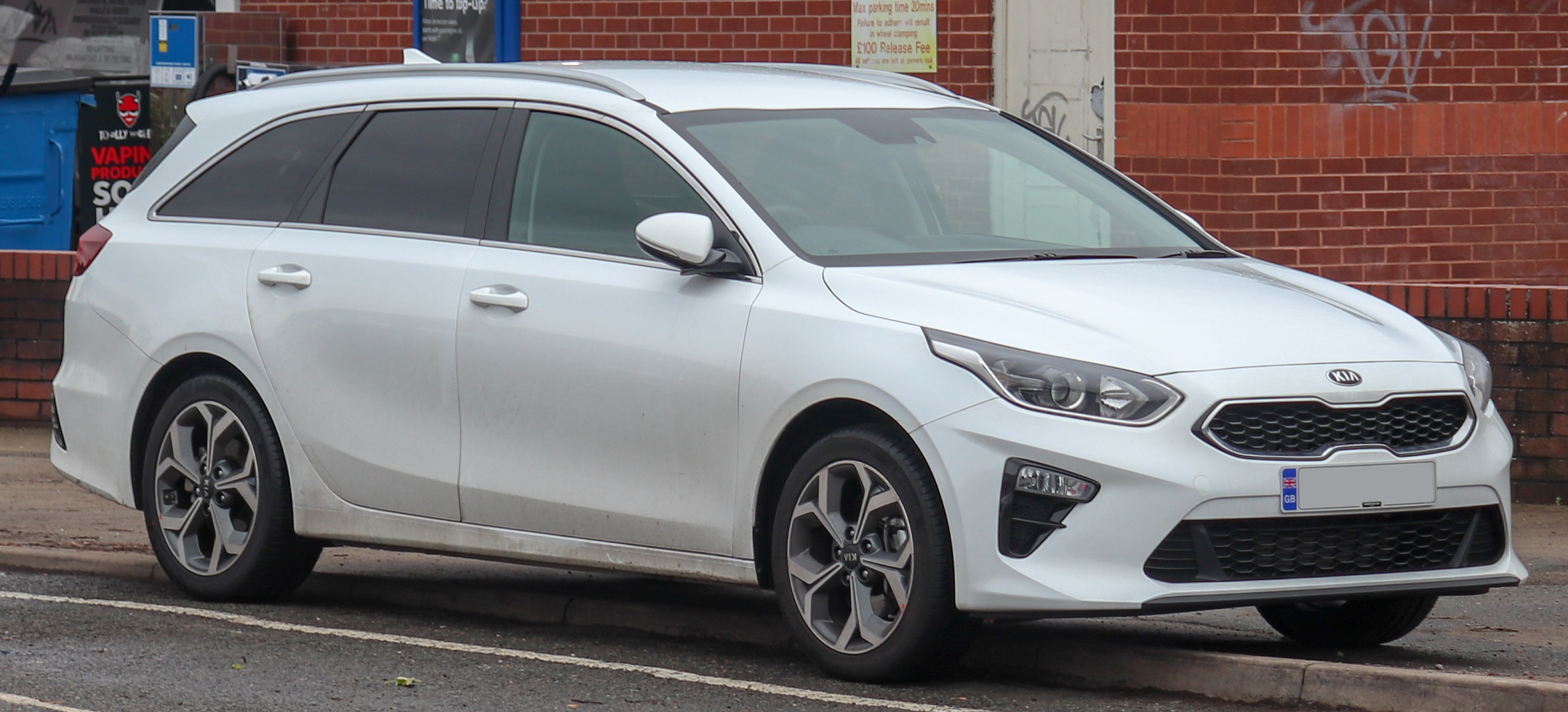
第三代 CEED Sportswagon 車頭造型
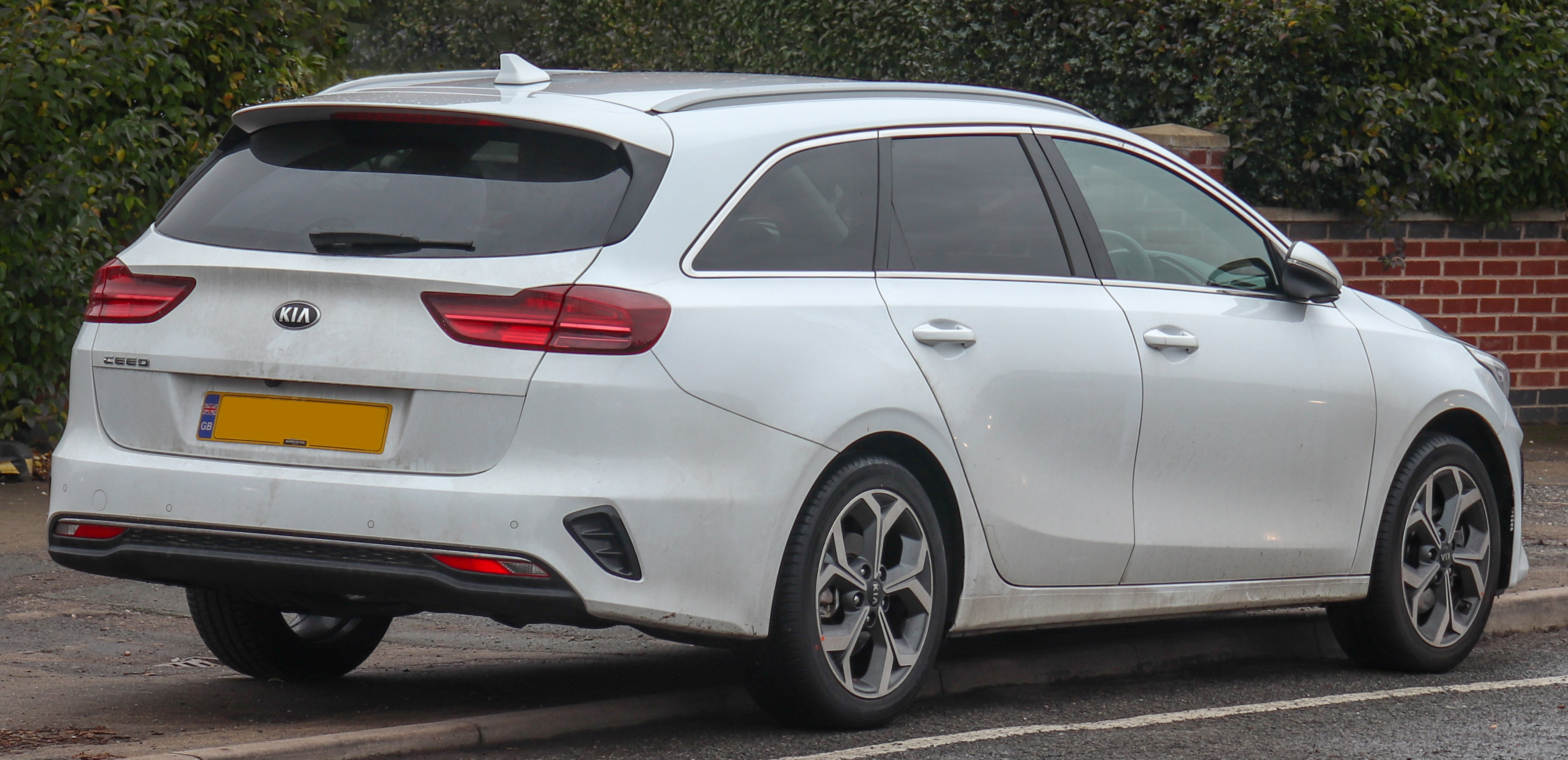
第三代 CEED Sportswagon 車尾造型

### 2021年第三代小改款
第三代小改款其實帶來極大的進化，首先儀表板從指針式改為全液晶螢幕，第2級自動駕駛汽車輔助配備也全部到位，另外使用48V輕油電輔助起步與巡航（sailing），對於油耗也有明顯助益。

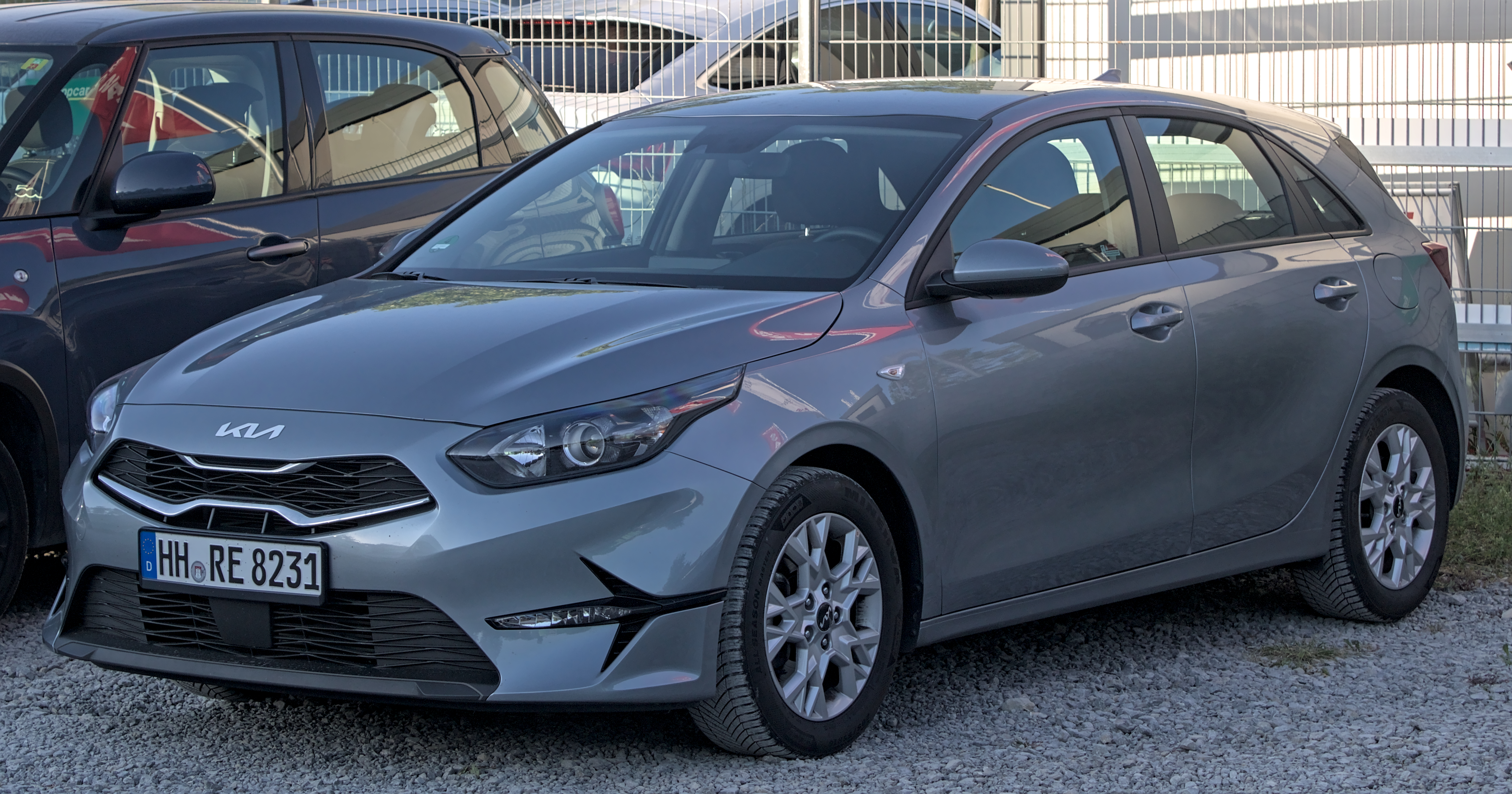
第三代小改款 CEED 造型
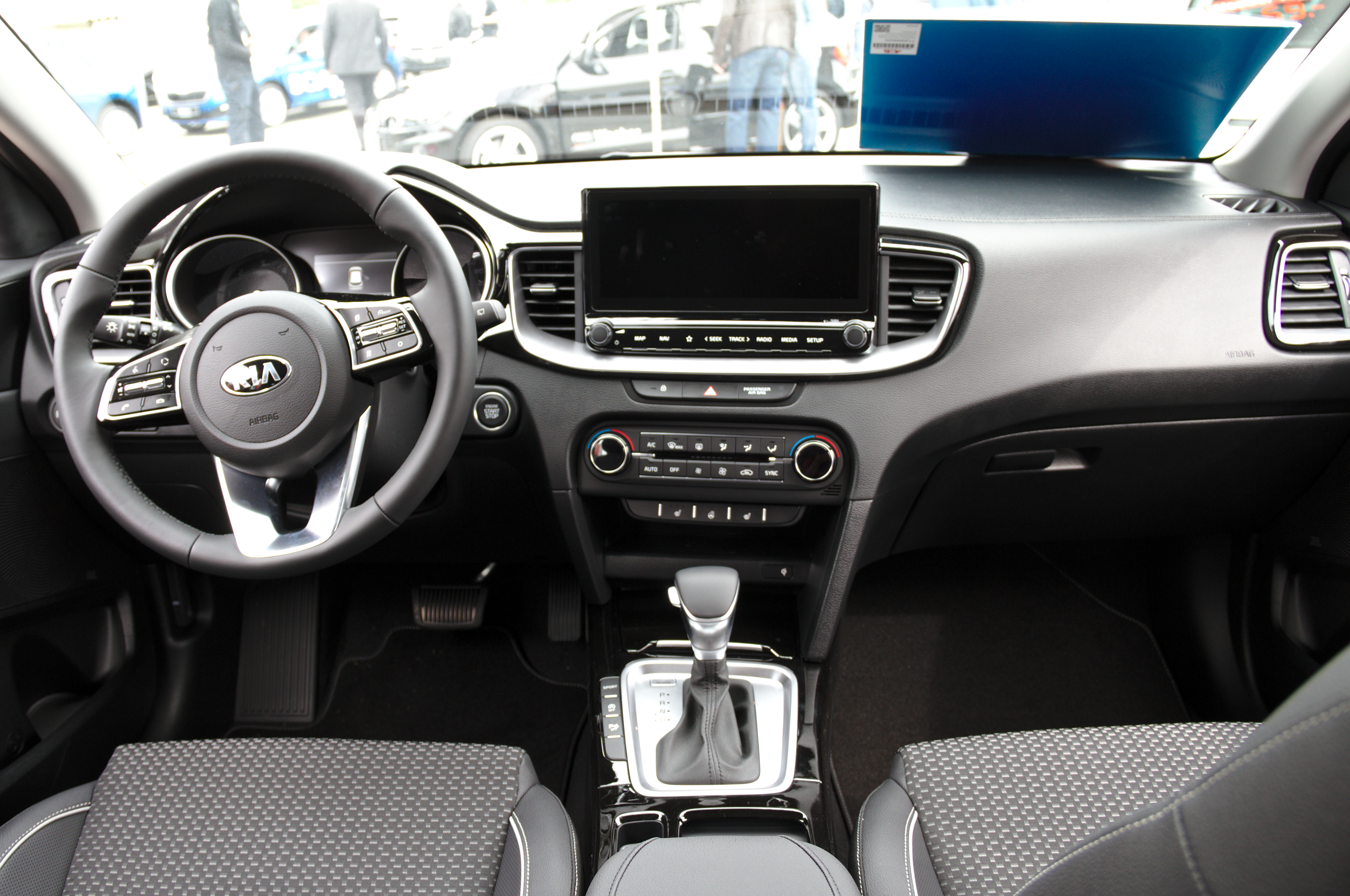
第三代 CEED 車內舖陳造型
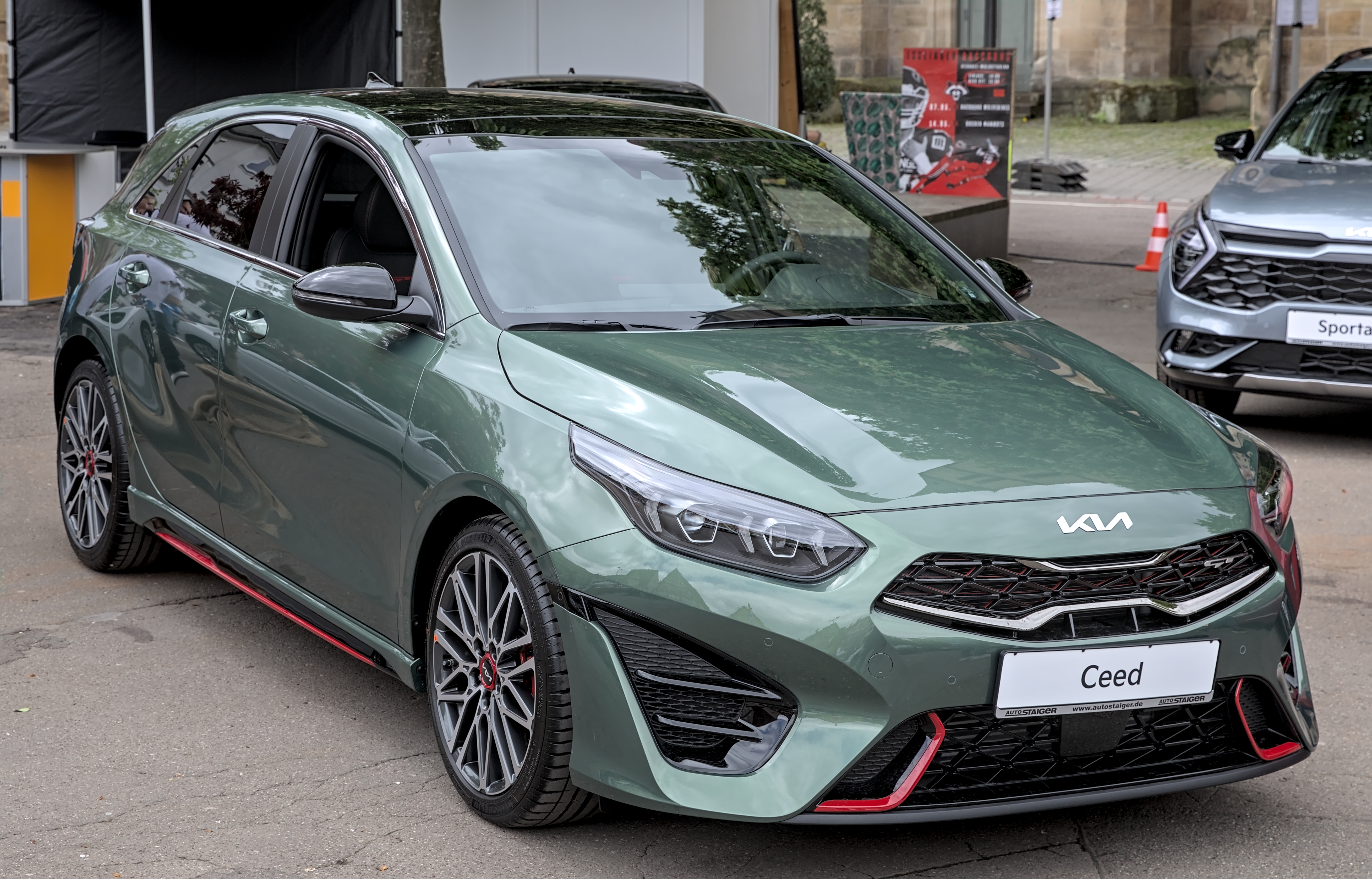
第三代 CEED GT 車頭造型
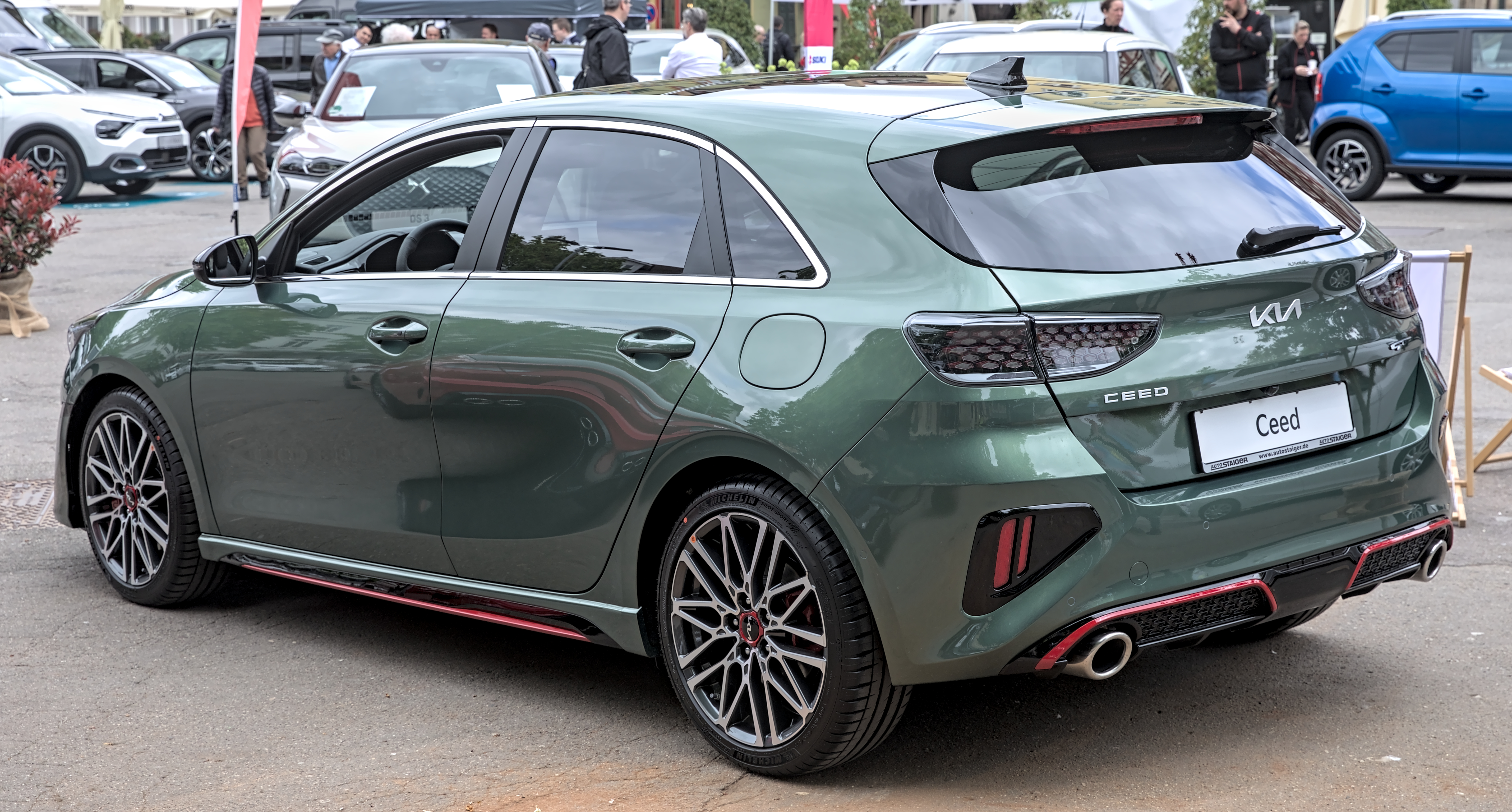
第三代 CEED GT 車尾造型
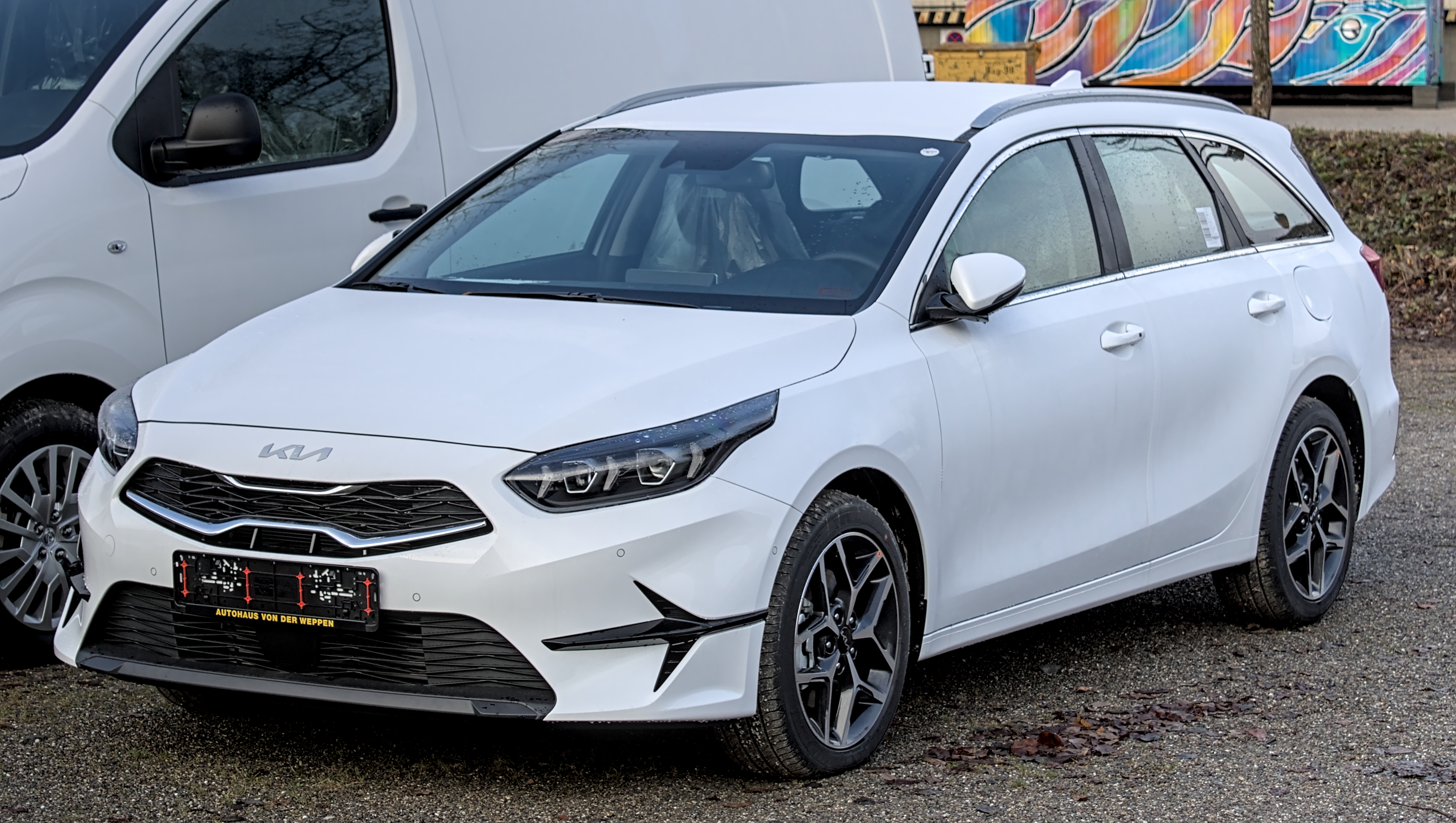
第三代 CEED Sportswagon 車頭造型
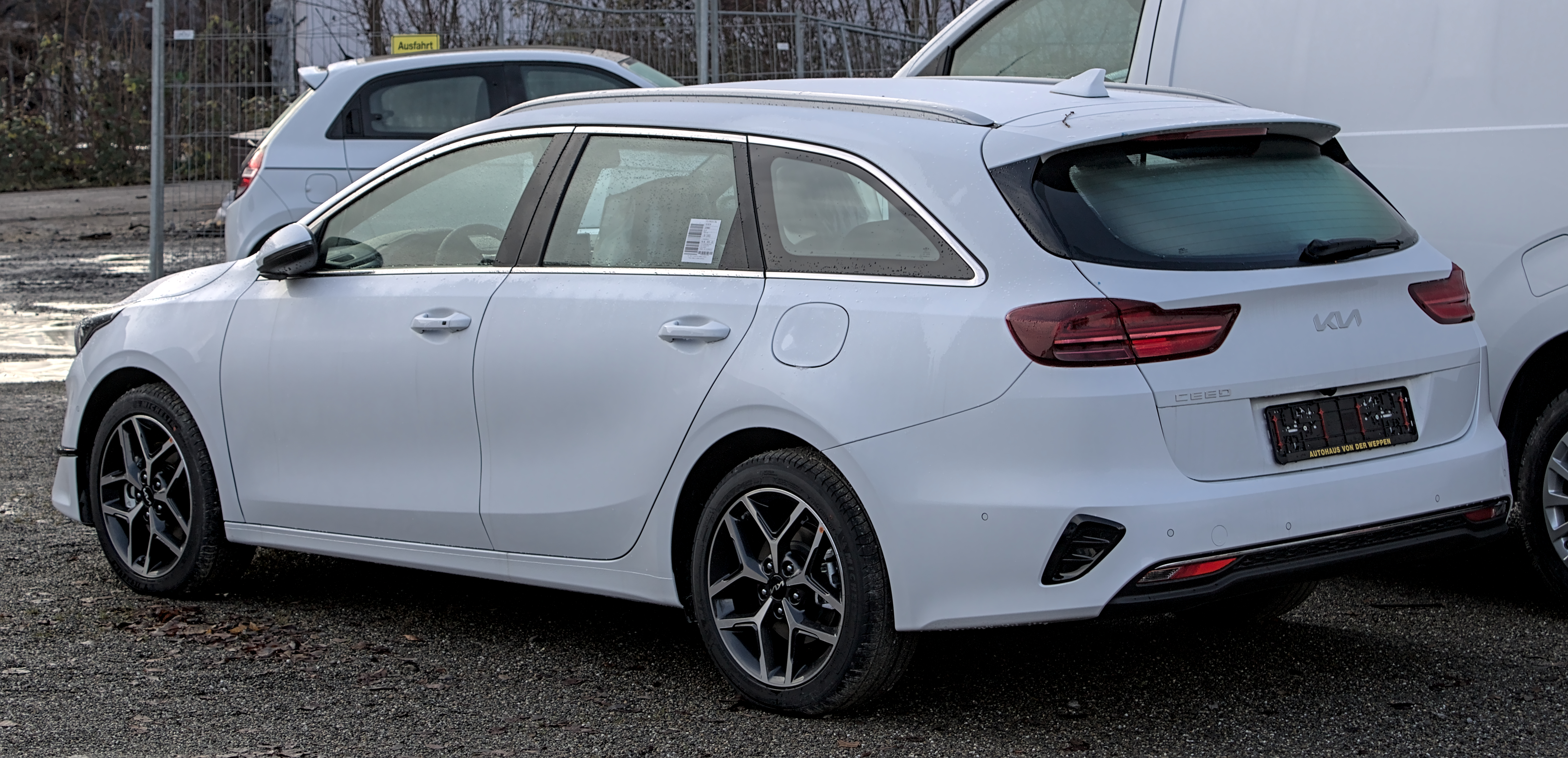
第三代 CEED Sportswagon 車尾造型

## 海外市場
- 最初 Cee'd 僅在歐洲市場販售，後來擴增到以色列和南非。
- 第二代 Cee'd 起亞在俄羅斯設立新廠，因此市場擴增到俄羅斯。
- 摩洛哥也是起亞 Cee'd 有上市的國家之一。
- 第三代 CEED Sportswagon MHEV 48V 油電車款亦在台灣市場販售，但並未回銷到韓國本土市場，使得台灣成為東北亞唯一有販售 CEED 車款的國家[12][13]。

## 相關連結
官方網站（台灣）：KIA CEED